# Neuquén (província)
Neuquén (Neuquém é a forma aportuguesada) é uma província da Patagônia argentina. Com uma extensão territorial de 94.078 km² e população de 474.155 habitantes (censo de 1991) tem como capital a cidade de Neuquén.
Limita-se ao norte com a província de Mendoza, a leste e sul com a de Río Negro e a oeste com a República do Chile. O meio físico se caracteriza-se por um escalonamento decrescente de oeste para leste. O rio Limay é o mais caudaloso.
Existe um predomínio da pecuária extensiva de ovinos e caprinos; cultivos agrícolas de irrigação, e recursos turísticos. As plantações florestais, também sujeitas a irrigação artificial, se dedicam à produção de espécies de madeira mole, aptas para a fabricação de caixotes para embalagem de frutas. Tem as maiores jazidas de petróleo e gás da Argentina.
Os recursos turísticos se centram na área dos grandes lagos e bosques, cujas montanhas nevadas oferecem excelentes pistas para a prática de esportes de inverno.
Neuquén foi transformada em província em 1955.

## Divisão administrativa
A província é dividida em 16 departamentos.
| Divisão administrativa da província de Neuquén |

- Aluminé (Aluminé)
- Añelo (Añelo)
- Catán Lil (Las Coloradas)
- Chos Malal (Chos Malal)
- Collón Curá (Piedra del Águila)
- Confluencia (Neuquén)
- Huiliches (Junín de los Andes)
- Lácar (San Martín de Los Andes)
- Loncopué (Loncopué)
- Los Lagos (Villa La Angostura)
- Minas (Andacollo)
- Ñorquín (El Huecú)
- Pehuenches (Rincón de los Sauces)
- Picún Leufú (Picún Leufú)
- Picunches (Las Lajas)
- Zapala (Zapala)